# Laval-sur-Doulon
Laval-sur-Doulon är en kommun i departementet Haute-Loire i regionen Auvergne-Rhône-Alpes i centrala Frankrike. Kommunen ligger i kantonen La Chaise-Dieu som tillhör arrondissementet Brioude. År 2022 hade Laval-sur-Doulon 61 invånare.

## Befolkningsutveckling
Antalet invånare i kommunen Laval-sur-Doulon
| Referens: INSEE |